# Шемурша
Шемурша́ (чув. Шăмăршă, тат. Шомырша) — село в Чувашской Республике. Административный центр Шемуршинского муниципального округа.

## География
Расположено на берегу реки Малой Карлы.
Рядом с селом проходит федеральная автодорога А-151 Цивильск — Ульяновск.
С севера подступают смешанные леса, в которых местами встречаются сосновые боры. Южнее села расположена степь с лесопосадками.

## История
Село основано марийцами Чюмаршинской волости, расположенной на левобережье Волги. Следовательно, в основе топонима Шемурша лежит название этой волости. Переселение произошло не позже 1661 года, так как по материалам архива, в данном году земельный спор возник между переселившимися из Кокшайского уезда Чемуршинской волости и мещеряками, то есть мишарями Симбирского уезда, проживающими на реке Какерли. По-видимому, предметом спора стали часть пашенной земли и сенные покосы, ныне принадлежащие Шемуршинскому району.
Однако есть версия о более раннем времени основания селения. В. Д. Димитриев пишет:

Документ свидетельствует, что в 1607-08 годах чувашам Князь-Аклычевой сотни Свияжского уезда «на диком поле за новой Чебоксарской засекой возле речки Безны…, а по Безне вверх по одной по левой стороне, а с вершины до речки Чиллы, а от Чиллы до речки Чюргуш…, до Большой Шамуржской дороги…, до речки Шиланлы» были отведены земли с условием платежа ясака.

Здесь упоминается Шамуржская дорога. Логично полагать, что если была такая дорога, значит, тогда существовал одноимённый населённый пункт.
В Чебоксарском районе есть село Чемурша. Оно как раз входило до административной реформы 1775 года в состав Чюмаршинской волости, но было расположено на правом берегу Волги, имело также другое название Писарина или Байсарино.
Переселившиеся марийцы со временем смешались с чувашами и другими здесь проживающими народами. Следов их пребывания сегодня почти нет. К наследию можно отнести местное диалектное чувашское слово «яхтă» (сосна, в литературном чувашском «хыр»), которое является заимствованием из марийского языка.
Храм, первоначально построенный в 1749 году и перестроенный в 1803 и 1847 годы, сгорел в 1892 году. На месте сгоревшего в 1893 году, на средства казны, был построен новый деревянный храм. Престол в нём назван в честь Рождества Христова.
В 1780 году, при создании Симбирского наместничества, село Рождественское Старые Шемурши тож, при речке Карле, крещёных чуваш, тут же под названием деревни Верхней Шемурши, ясашных чуваш Малой Шемурши, крещёных чуваш, вошли в состав Буинского уезда. Кроме них, рядом находились ещё три одноимённых деревни: Старая Шемурша, Шемурша и Новая Шемурша.
В селе земская школа, открыта с 1840 году.
В 1859 году село входило в состав Буинского уезда Симбирской губернии, в которой имелись православная, сельское училище.

## Население
| 1959  | 1970  | 1979  | 1989  | 2002  | 2010  | 2012  |
| ----- | ----- | ----- | ----- | ----- | ----- | ----- |
| 2250  | ↗2420 | ↗3090 | ↗3700 | ↗3726 | ↗3759 | ↗4297 |
| 2021  |       |       |       |       |       |       |
| ↘3375 |       |       |       |       |       |       |

В 1859 году в селе в 37 дворах жило 135 мужчин и 147 женщин.
В 1900 году в селе в 69 дворах жило 221 мужчина и 218 женщин;

## Инфраструктура
Районный дом культуры, детско-юношеская спортивная школа, школа искусств, средняя общеобразовательная школа, детские сады, районная библиотека, бассейн, тренажерный зал, гостиница, районная больница, а также отделения «Почты России» и Сбербанка.
- В селе Шемурша в 1967 году был открыт памятник-бюст Виталию Урукову, Герою Советского Союза.

## Религия
В селе действует храм Рождества Христова Алатырской епархии Чувашской митрополии Русской православной церкви.